# Faßmannsreuth
Faßmannsreuth ist ein Gemeindeteil der Stadt Rehau im Landkreis Hof (Oberfranken, Bayern).

## Geographie
Das Dorf Faßmannsreuth liegt im Osten des Stadtgebiets und ist von Wald umgeben. Im Osten und Süden grenzt der Ort an Tschechien. Während des Kalten Krieges verlief der Eiserne Vorhang unmittelbar an der Flurgrenze. Nördlich liegt das Nachbardorf Sigmundsgrün, im Osten das tschechische Pastviny. Über die Kreisstraße HO 4 ist Faßmannsreuth an Regnitzlosau sowie an Rehau und die A 93 angeschlossen.

## Geschichte
Der Ort wurde im Jahre 1416 erstmals urkundlich erwähnt. Er gehörte damals dem Geschlecht von Feilitzsch. Weitere Besitzer im Ort waren die von Reitzenstein und die Rabensteiner zu Döhlau. In den Urkunden von 1466 bis 1544 ist der Ort als „Wüstung“ genannt, 1558 war ein neu gebauter Hof entstanden. Zusammen mit dem Gebiet des ehemaligen Fürstentums Bayreuth kam Faßmannsreuth 1810 zum Königreich Bayern. Am 1. Mai 1978 wurde die Gemeinde im Zuge der bayerischen Gemeindegebietsreform in Rehau eingegliedert. Damals gehörten zu Faßmannsreuth die Gemeindeteile Dobeneck, Ludwigsbrunn, Sigmundsgrün und Timpermühle.

## Kultur und Sehenswürdigkeiten
Beim Rückzug der napoleonischen Armee nach der Völkerschlacht von Leipzig wurden zwei unbekannte französische Soldaten im Jahre 1813 in den Wäldern um Faßmannsreuth bestattet. Aus der Pflege der beiden Franzosengräber über die Jahrhunderte entstand die Städtepartnerschaft zwischen Rehau und Bourgoin-Jallieu. Die Gräber werden seit Jahrzehnten von der Deutsch-Französischen Gesellschaft Rehau (DFG) gepflegt.
1963 wurde die nach Plänen des Architekten Horst Rudorff errichtete Friedenskirche geweiht. Es ist die erste Kirche des Dorfes, vorher besuchten die Bewohner den Gottesdienst in Regnitzlosau.
Einziges Baudenkmal im Ort ist ein massiver Brunnentrog aus heimischem Granit mit der Inschrift „1755“. Er hat viele Übereinstimmungen mit dem Brunnentrog am Dorfweiher von Fohrenreuth: einen gestuften Simsrand, herausgearbeitete Ornamente und an jeder Längsseite zwei Felder mit Bibelversen.

## Naturhof Faßmannsreuther Erde

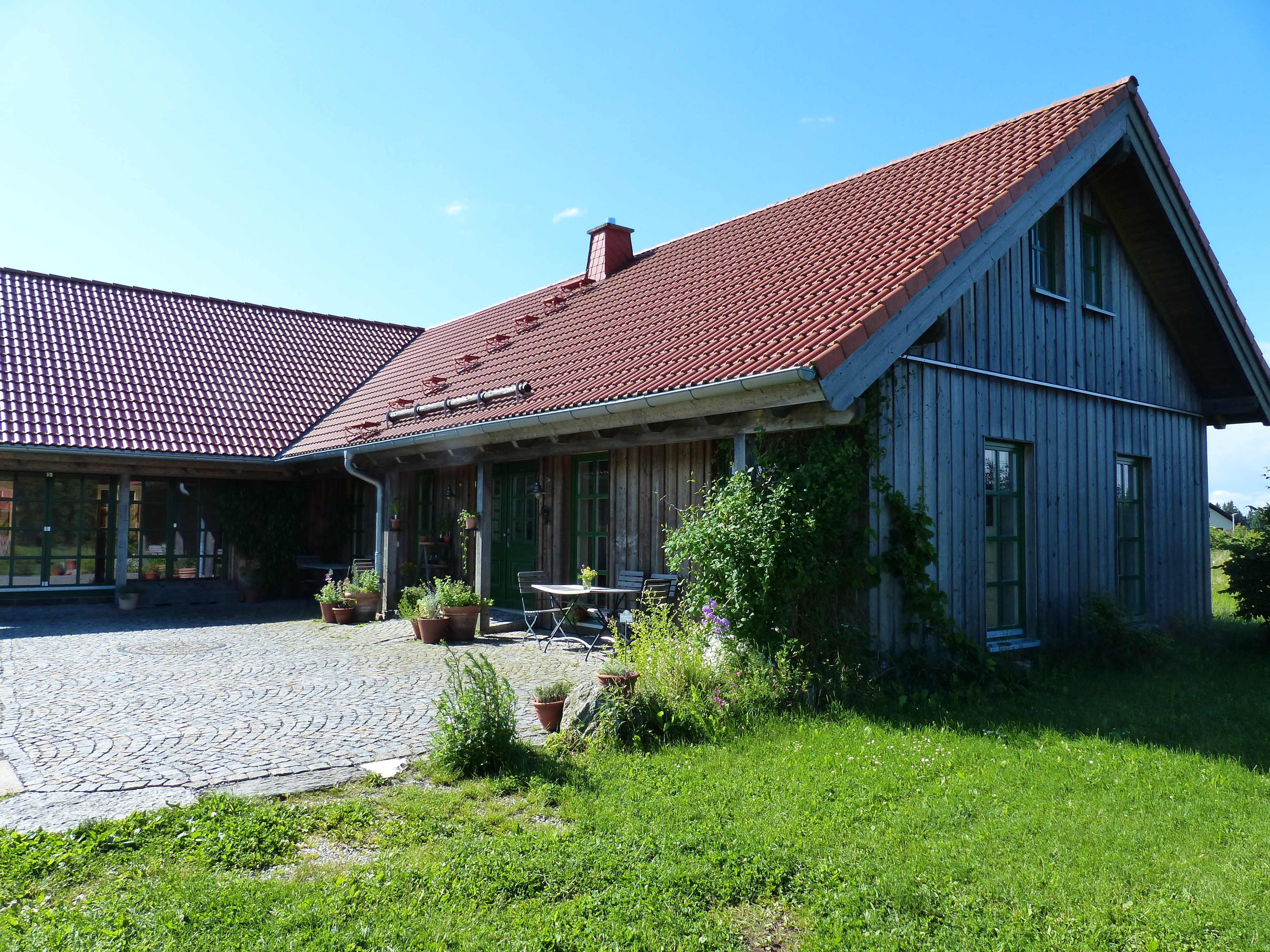
Naturhof Faßmannsreuth

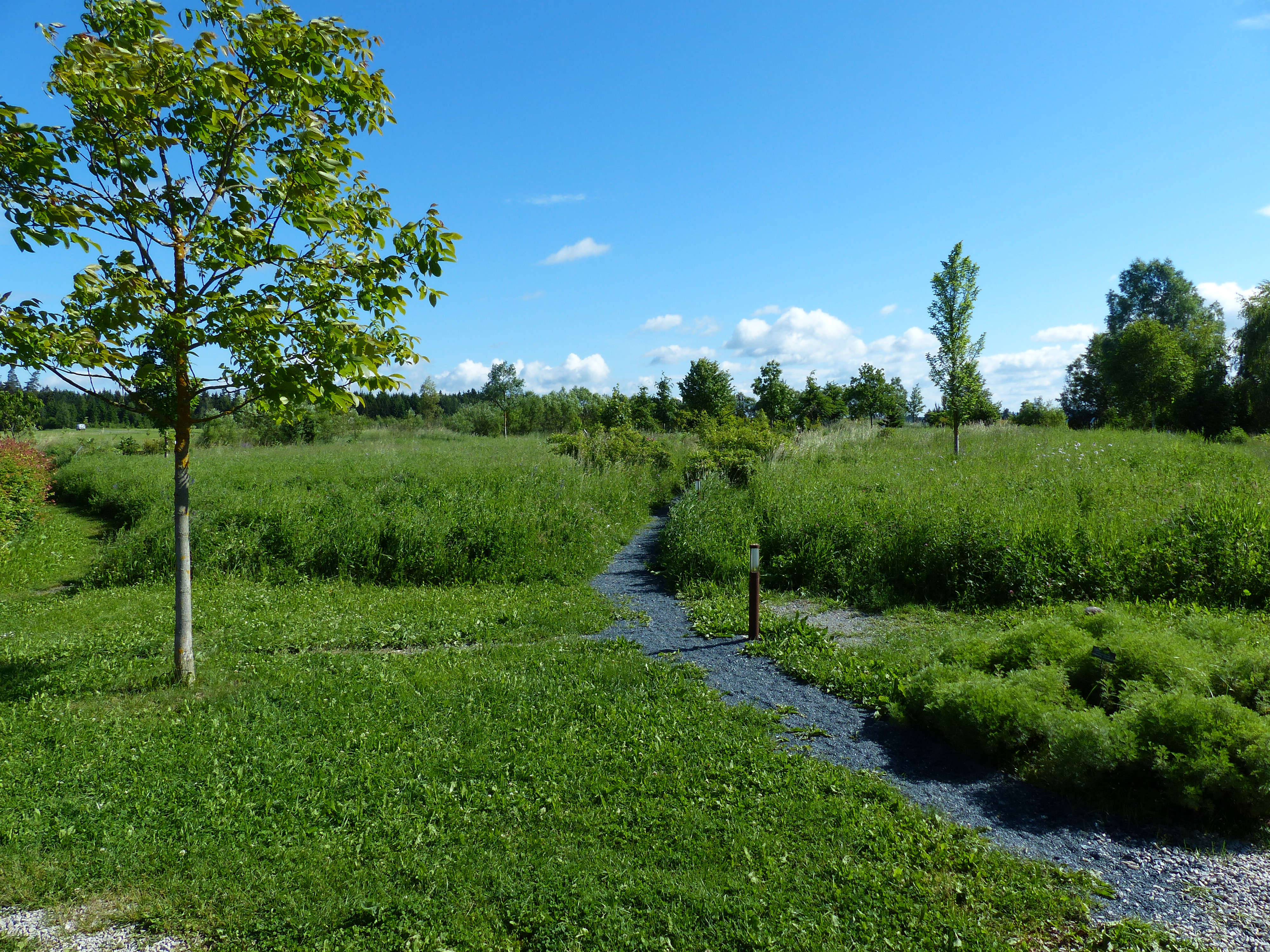
Schaugarten

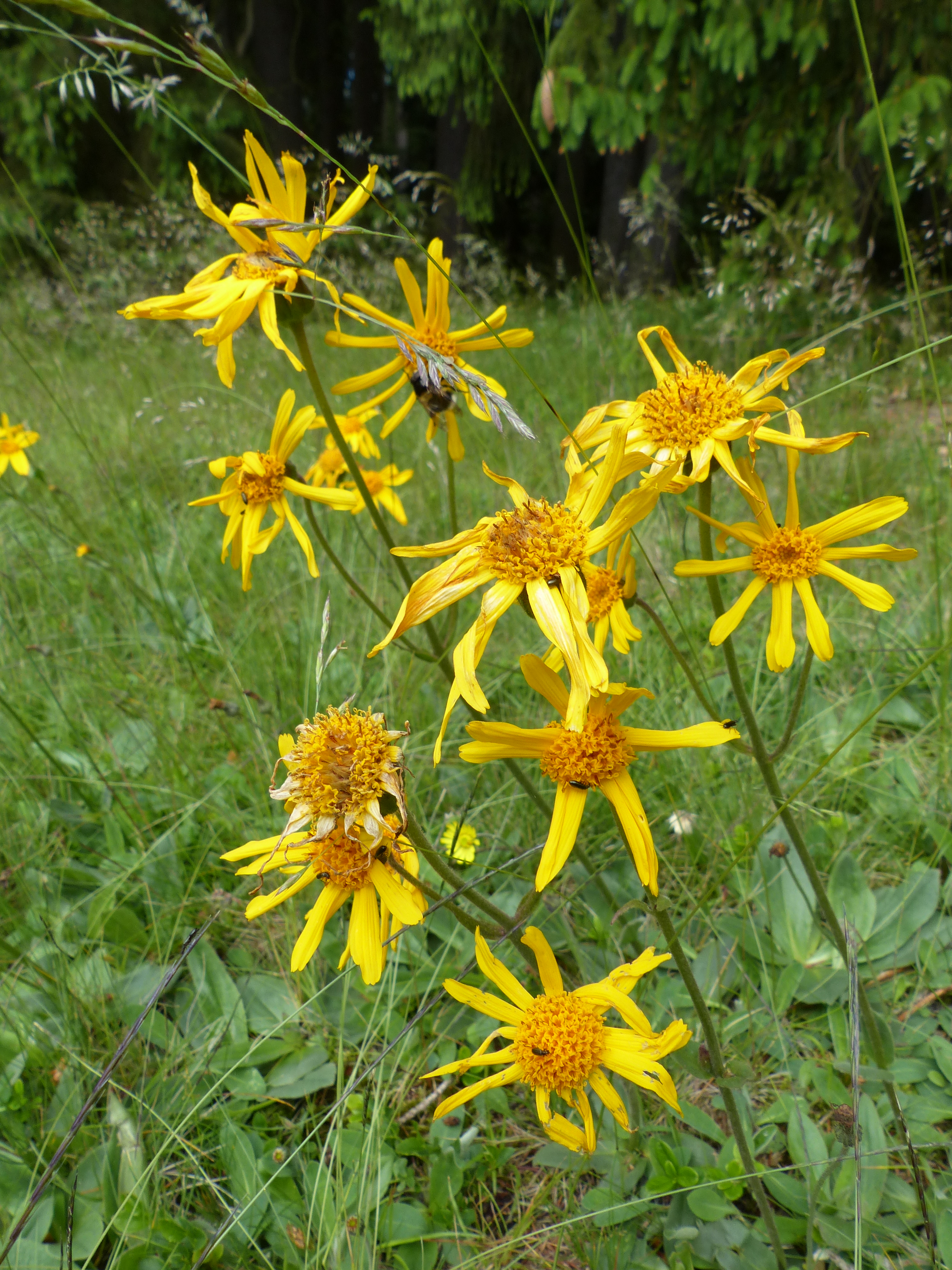
Arnika bei Faßmannsreuth

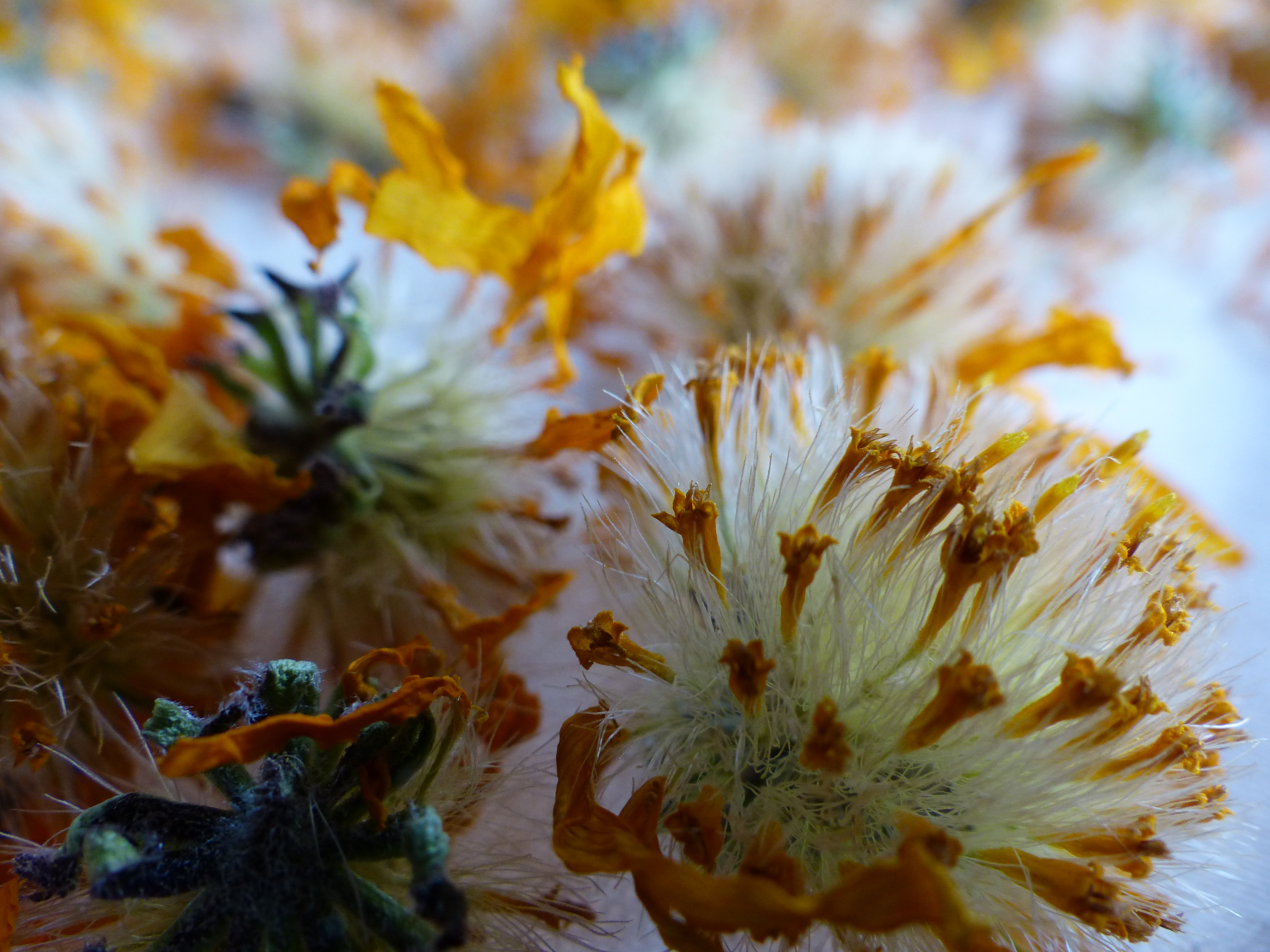
Getrocknete Arnikablüten

Der Naturhof Faßmannsreuther Erde ist eine Einrichtung, die der Umweltbildung dient und Besuchern mit einem ganzheitlichen Ansatz zu Ruhe und Entschleunigung verhelfen will. Der Hof unterstützt das Projekt zur Revitalisierung und Nutzung der Arnika als Heilpflanze.
Die einzelnen Häuser und Höfe des Ortes sind in größeren Abständen gebaut. Der Naturhof liegt eingebettet in Wald und Wiese und verfügt über eine Fläche von 20000 m². Im Schaugarten befinden sich zahlreiche heimische Sträucher und Kräuter, außerdem eine Streuobstwiese und eine Wildfruchthecke als Lebensraum für Insekten, Vögel und kleine Wildtiere. Betreiber des Naturhofs ist der Förderverein Faßmannsreuther Erde e. V., der sich auch um die Verarbeitung der Kräuter bemüht. Neben Führungen auf den Außenflächen und Wildkräuterwanderungen bietet der Naturhof Schulungen und Vorträge zur Umweltbildung sowie Meditationskurse an. Der Naturhof hat mehrmals lokale Umweltpreise gewonnen, darunter 2007 den Umweltpreis für Dorfökologie des Landesverbandes für Obst- und Gartenbau Oberfranken.
Nahe dem Höllbach, der bei Faßmannsreuth entspringt und den Grenzbach zu Tschechien bildet, unmittelbar hinter dem Faßmannsreuther Soldatengrab, beginnt das Areal zur Revitalisierung und Nutzung der Arnika als Heilpflanze. Das Projektgebiet erstreckt sich im Landkreis Hof mit Einzelflächen bis zum Haidberg bei Zell im Fichtelgebirge und in den angrenzenden Landkreis Wunsiedel. Neben der Pflege von Altbeständen wurden in den letzten Jahren neue Pflanzen angesät und unter Berücksichtigung der Naturschutzbestimmungen ein Teil der Blüten zu einer Tinktur weiterverarbeitet. Die Mitarbeiter des Naturhofs Faßmannsreuther Erde unterstützen diese Arbeiten ehrenamtlich und stellen ihre Räumlichkeiten auch für die Verarbeitung zur Verfügung. Das Projekt ist Teil der Nationalen Strategie zur biologischen Vielfalt. Die Arnika zählt zu den 15 Pflanzen der Arten nationaler Verantwortlichkeit Deutschlands. Das Projektmanagement liegt beim Landschaftspflegeverband Hof und dem Naturschutzbüro Blachnik.